# Milestone (entreprise japonaise)
Pour les articles homonymes, voir Milestone.
 (juin 2009).
Si vous disposez d'ouvrages ou d'articles de référence ou si vous connaissez des sites web de qualité traitant du thème abordé ici, merci de compléter l'article en donnant les références utiles à sa vérifiabilité et en les liant à la section « Notes et références ».
Milestone Inc. était une société japonaise de développement de jeux vidéo spécialisée dans le développement de shoot them up sur borne d'arcade.
Milestone a été créée par des anciens employés de la société de japonaise de jeux vidéo Compile qu'ils ont quitté en grande partie car Compile n'était plus intéressé par le développement de shoot them up.
Leur premier jeu est Chaos Field qui sort en 2004 en arcade sur Naomi, puis sur Dreamcast, GameCube et PlayStation 2. Suivront les shoot them up Radilgy (2005) et Karous (2006) toujours sur Naomi et qui utilisent un aspect graphique assez déroutant, tout en cel-shading.

## Liste des jeux
- Chaos Field, (2004), Naomi / Dreamcast / GameCube / PlayStation 2 / Wii
- Karous, (2006), Naomi / Dreamcast / Wii
- Radilgy, (2005), Naomi / Dreamcast / GameCube / PlayStation 2 / Wii
- Illvelo: Illmatic Enveloppe (2008), Naomi / Wii
- Radilgy Noir, (2009), Naomi / Wii / Xbox 360